# Teresa di León di Navarra

Stemma del Regno di Navarra

Teresa Ramirez Teresa anche in spagnolo, in galiziano, in aragonese, in catalano, in portoghese e in basco (928 – dopo settembre 957) principessa del León fu regina consorte di Pamplona e contessa consorte di Aragona.

## Origine
Era la figlia secondogenita del re di León, Ramiro II di León e della sua prima moglie Adosinda Gutiérrez, figlia del conte Guttiere Osorez e Ildoncia Menéndez.

## Biografia
Nel 939, la madre del re di Pamplona, Garcia I Sanchez, la regina madre, Toda Aznarez riuscì a convincere suo padre, Ramiro II, ad un'alleanza dei regni di Pamplona e León contro il califfo di al-Andalus ʿʿAbd al-Raḥmān III. In quello stesso anno, Ramiro II, al comando di truppe leonesi, asturiane galiziane e castigliane impartì una dura disfatta ad ʿAbd al-Raḥmān III nella Battaglia di Simancas.
Nel 940 il califfo, Abd al-Rahman III, dopo la cocente sconfitta dell'anno prima (939, Battaglia di Simancas), intervenne sul re di Pamplona, Garcia I Sanchez di Navarra, affinché ripudiasse la moglie, la contessa d'Aragona, Andregoto Galíndez, per non avere troppo stretti legami tra i vari regni e contee cristiane. Il matrimonio con Andregoto venne annullato e Garcia I Sanchez, che però aveva mantenuto il controllo diretto della contea di Aragona, sposò in seconde nozze Teresa di León forse, nello stesso anno, ma senz'altro entro il 943, in quanto, in tale data, Teresa compare come regina di Pamplona in un documento di donazione al monastero di San Millán de la Cogolla nella Rioja.
Il nome di Teresa, regina di Pamplona, compare in altri tre documenti sempre di donazioni al monastero di San Millán de la Cogolla, del 946, del 956 e l'ultimo del settembre 957.
Non si conosce l'esatto anno della morte di Teresa, si può solo supporre qualche tempo dopo all'ultima donazione, in quanto Teresa non compare più in alcun documento, relativo al marito o ai figli.

## Figli
Teresa diede al marito due (o tre) figli:
- Ramiro Garces di Viguera (ca. 940-luglio 981), primo signore di Viguera, nella Rioja, che includeva il monastero di San Millán de la Cogolla, dal 970. Secondo il codice di Roda[6], era accanto alla nonna Toda di Navarra, quando morì, nel 970, poco dopo il padre di Ramiro, Garcia I Sanchez
- Urraca Garces di Navarra (ca. 845-1009) sposò (fu la seconda moglie), nel dicembre del 955, il conte di Castiglia Fernan Gonzalez (910-970),  e, rimasta vedova, in seconde nozze, nel 972, il duca di Guascogna Guglielmo (ca. 950-996)
- Jimeno Garces (?- dopo il 979, perché in questa data compare in una donazione al Monastero di San Pedro de Siresa), è il terzo figlio non riconosciuto da tutti.

## Ascendenza
|                           |   |                      | Genitori         |  |  | Nonni |  |  | Bisnonni                  |  |  | Trisnonni              |  |
|                           |   |                      |                  |  |  |       |  |  | Alfonso III delle Asturie |  |  | Ordoño I delle Asturie |  |
|                           |   |                      |                  |  |  |       |  |  | Alfonso III delle Asturie |  |  | Ordoño I delle Asturie |  |
|                           |   | Munia                |                  |  |  |       |  |  | Alfonso III delle Asturie |  |  |                        |  |
| Ordoño II di León         |   |                      |                  |  |  |       |  |  | Alfonso III delle Asturie |  |  |                        |  |
|                           |   | Jimena di Pamplona   | García I Íñiguez |  |  |       |  |  |                           |  |  |                        |  |
|                           |   | Jimena di Pamplona   | García I Íñiguez |  |  |       |  |  |                           |  |  |                        |  |
|                           |   | Jimena di Pamplona   | Urraca           |  |  |       |  |  |                           |  |  |                        |  |
| Ramiro II di León         |   | Jimena di Pamplona   |                  |  |  |       |  |  |                           |  |  |                        |  |
|                           |   | Ermenegildo Menéndez | …                |  |  |       |  |  |                           |  |  |                        |  |
|                           |   | Ermenegildo Menéndez | …                |  |  |       |  |  |                           |  |  |                        |  |
|                           |   | Ermenegildo Menéndez | …                |  |  |       |  |  |                           |  |  |                        |  |
| Elvira Menéndez           |   | Ermenegildo Menéndez |                  |  |  |       |  |  |                           |  |  |                        |  |
|                           |   | Ermessinda Gatonez   | …                |  |  |       |  |  |                           |  |  |                        |  |
|                           |   | Ermessinda Gatonez   | …                |  |  |       |  |  |                           |  |  |                        |  |
|                           |   | Ermessinda Gatonez   | …                |  |  |       |  |  |                           |  |  |                        |  |
| Teresa di León di Navarra |   | Ermessinda Gatonez   |                  |  |  |       |  |  |                           |  |  |                        |  |
|                           | … | …                    |                  |  |  |       |  |  |                           |  |  |                        |  |
|                           | … | …                    |                  |  |  |       |  |  |                           |  |  |                        |  |
|                           | … | …                    |                  |  |  |       |  |  |                           |  |  |                        |  |
| Gutier Osóriz             | … |                      |                  |  |  |       |  |  |                           |  |  |                        |  |
|                           |   | …                    | …                |  |  |       |  |  |                           |  |  |                        |  |
|                           |   | …                    | …                |  |  |       |  |  |                           |  |  |                        |  |
|                           |   | …                    | …                |  |  |       |  |  |                           |  |  |                        |  |
| Adosinda Gutiérrez        |   | …                    |                  |  |  |       |  |  |                           |  |  |                        |  |
|                           |   | …                    | …                |  |  |       |  |  |                           |  |  |                        |  |
|                           |   | …                    | …                |  |  |       |  |  |                           |  |  |                        |  |
|                           |   | …                    | …                |  |  |       |  |  |                           |  |  |                        |  |
| Ildoncia Menéndez         |   | …                    |                  |  |  |       |  |  |                           |  |  |                        |  |
|                           |   | …                    | …                |  |  |       |  |  |                           |  |  |                        |  |
|                           |   | …                    | …                |  |  |       |  |  |                           |  |  |                        |  |
|                           |   | …                    | …                |  |  |       |  |  |                           |  |  |                        |  |
|                           |   | …                    |                  |  |  |       |  |  |                           |  |  |                        |  |